# Confident (데미 로바토의 노래)
〈Confident〉(컨피던트)는 데미 로바토의 노래이다. 다섯 번째 정규 앨범 《Confident》의 싱글이다. 미국 음반 산업 협회(RIAA) 인증 플래티넘 등급을 받은 곡이다.

## 곡 목록
- Digital download[1]

1. "Confident" – 3:25
2. "Confident" (The Alias Remix) – 5:08

- Digital remixes – EP[2]

1. "Confident" (The Alias Remix) – 5:08
2. "Confident" (VARA Remix) – 3:38
3. "Confident" (Gianni Kosta Remix) – 3:48
4. "Confident" (Volkoder Remix) – 5:17
5. "Confident" (DJ Lynnwood Remix) – 4:30